# 비르헨델푸에르토 교회

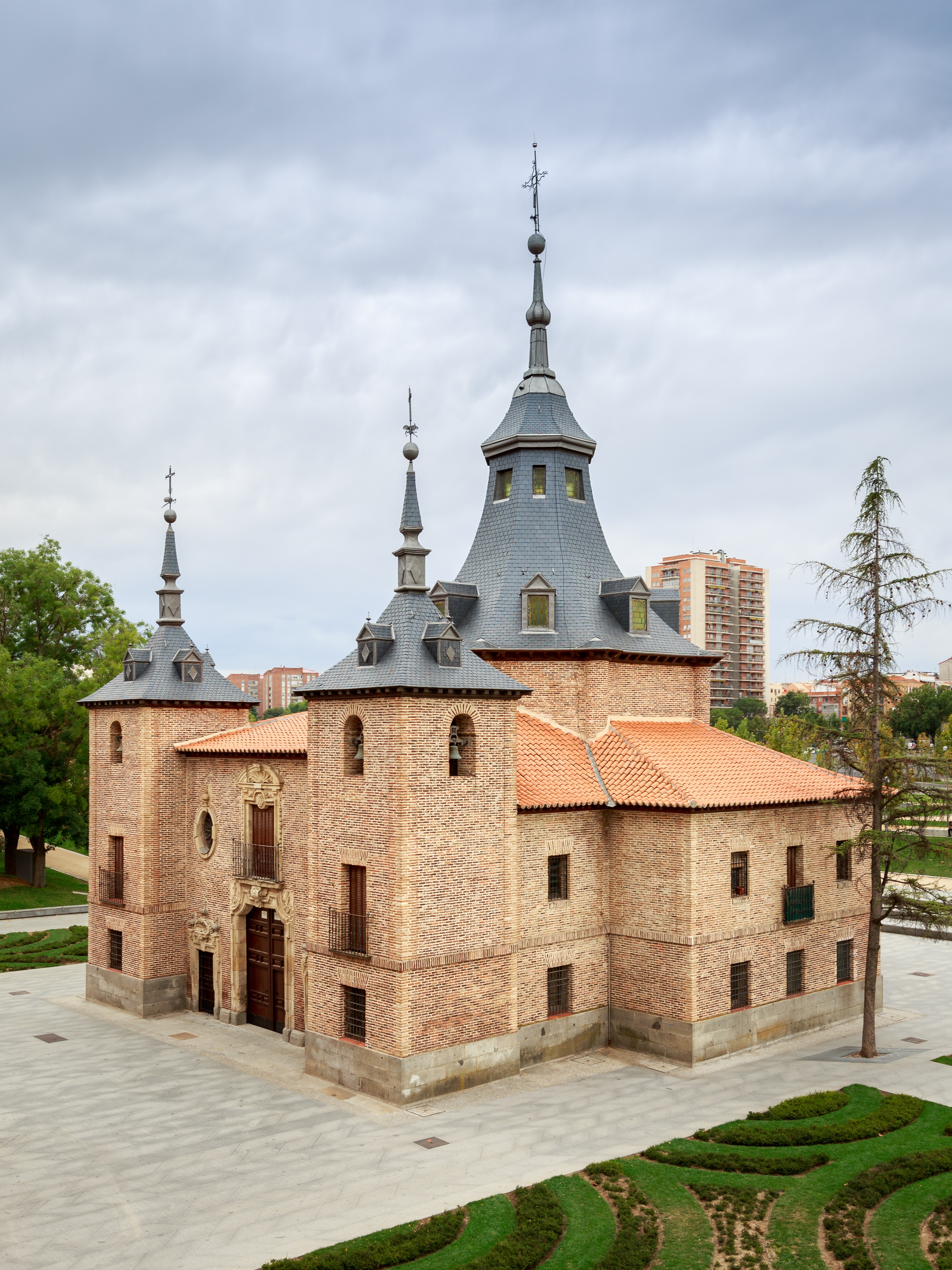

비르헨델푸에르토 교회(스페인어: Ermita de la Virgen del Puerto)는 스페인 마드리드에 위치한 교회이자 은둔처이다. 1946년 문화재로 지정되었다.